# Callogorgia gracilis
Callogorgia gracilis is een zachte koraalsoort uit de familie Primnoidae. De koraalsoort komt uit het geslacht Callogorgia. Callogorgia gracilis werd in 1857 voor het eerst wetenschappelijk beschreven door Milne Edwards & Haime. 